# Huawei Nova Plus
Huawei Nova Plus (стилізовано як HUAWEI nova Plus) — смартфон середнього рівня, розроблений компанією Huawei. Був представлений 1 вересня 2016 року разом зі смартфоном Huawei Nova та планшетом Huawei MediaPad M3. В Китаї смартфон продавався під назвами Huawei G9 Plus та Huawei Maimang 5.

## Дизайн
Екран смартфона виконаний зі скла. Корпус виконаний з авіаційного алюмінію з пластиковими вставками зверху та знизу.
Знизу розміщені роз'єм USB-C, динамік та стилізований під динамік мікрофон. Зверху розташовані другий мікрофон та 3.5 мм аудіороз'єм. З лівого боку залежно від версії розташований слот під 1 SIM-картку і карту пам'яті формату microSD до 256 ГБ або гібридний слот під 2 SIM-картки або 1 SIM-картку і карту пам'яті формату microSD до 256 ГБ. З правого боку розміщені кнопки регулювання гучності та кнопка блокування смартфону. Сканер відбитків пальців знаходиться на задній панелі.
Huawei Nova Plus продавався в 3 кольорах: Titanium Grey (сірому), Mystic Silver (сріблястому) та Prestige Gold (золотому).
Huawei G9 Plus продавався в 3 кольорах: сірому, сріблястому та золотому.
Huawei Maimang 5 продавався в 3 кольорах: сріблястому, золотому та рожевому.

## Технічні характеристики

### Платформа
Смартфон отримав процесор Qualcomm Snapdragon 625 та графічний процесор Adreno 506.

### Батарея
Батарея отримала об'єм 3340 мА·год.

### Камери
Смартфон отримав основну камеру 16 Мп, f/2.0 з фазовим автофокусом, оптичною стабілізацією та можливістю запису відео в роздільній здатності 4K@30fps. Фронтальна камера отримала роздільність 8 Мп, світлосилу f/2.4 (ширококутний) та здатність запису відео у роздільній здатності 1080p@30fps.

### Екран
Екран IPS LCD, 5.5", FullHD (1920 x 1080) зі щільністю пікселів 401 ppi та співвідношенням сторін 16:9.

### Пам'ять
Nova Plus продавався в комплектації 3/32 ГБ.
G9 Plus продавався в комплектаціях 3/32, 3/64 та 4/64 ГБ.
Maimang 5 продавався в комплектаціях 3/32 та 4/64 ГБ.

### Програмне забезпечення
Смартфон був випущений на EMUI 4.1 на базі Android 6.0.1 Marshmallow. Був оновлений до EMUI 5 на базі Android 7.0 Nougat.

## Рецензції
Оглядач з інформаційного порталу ITC.ua поставив Huawei Nova Plus 4.5 бали з 5. До мінусів він відніс ціну, відсутність підтримки Wi-Fi 5 ГГц та швидкої зарядки. До плюсів оглядач відніс матеріали корпуса, хороший екран та час роботи, продуктивність, камери та сканер відбитків пальців.